# Goudet
Ne doit pas être confondu avec Goude.
Goudet est une commune française située dans le département de la Haute-Loire en région Auvergne-Rhône-Alpes.

## Géographie

### Localisation
La commune de Goudet se situe à 30 km par la route du Puy-en-Velay, et à 51 km du Chambon-sur-Lignon.
Goudet se trouve dans l'Aire d'attraction du Puy-en-Velay, ainsi que dans la zone d'emploi et dans le bassin de vie de cette ville

### Communes limitrophes
Les communes limitrophes sont Arlempdes, Le Brignon, Saint-Martin-de-Fugères et Salettes.
| Le Brignon |        | Saint-Martin-de-Fugères |
|            | Goudet |                         |
| Arlempdes  |        | Salettes                |

### Géologie et relief
La superficie de la commune est de 4,50 km2 ; son altitude varie de 733  à   1 018 mètres.

### Hydrographie

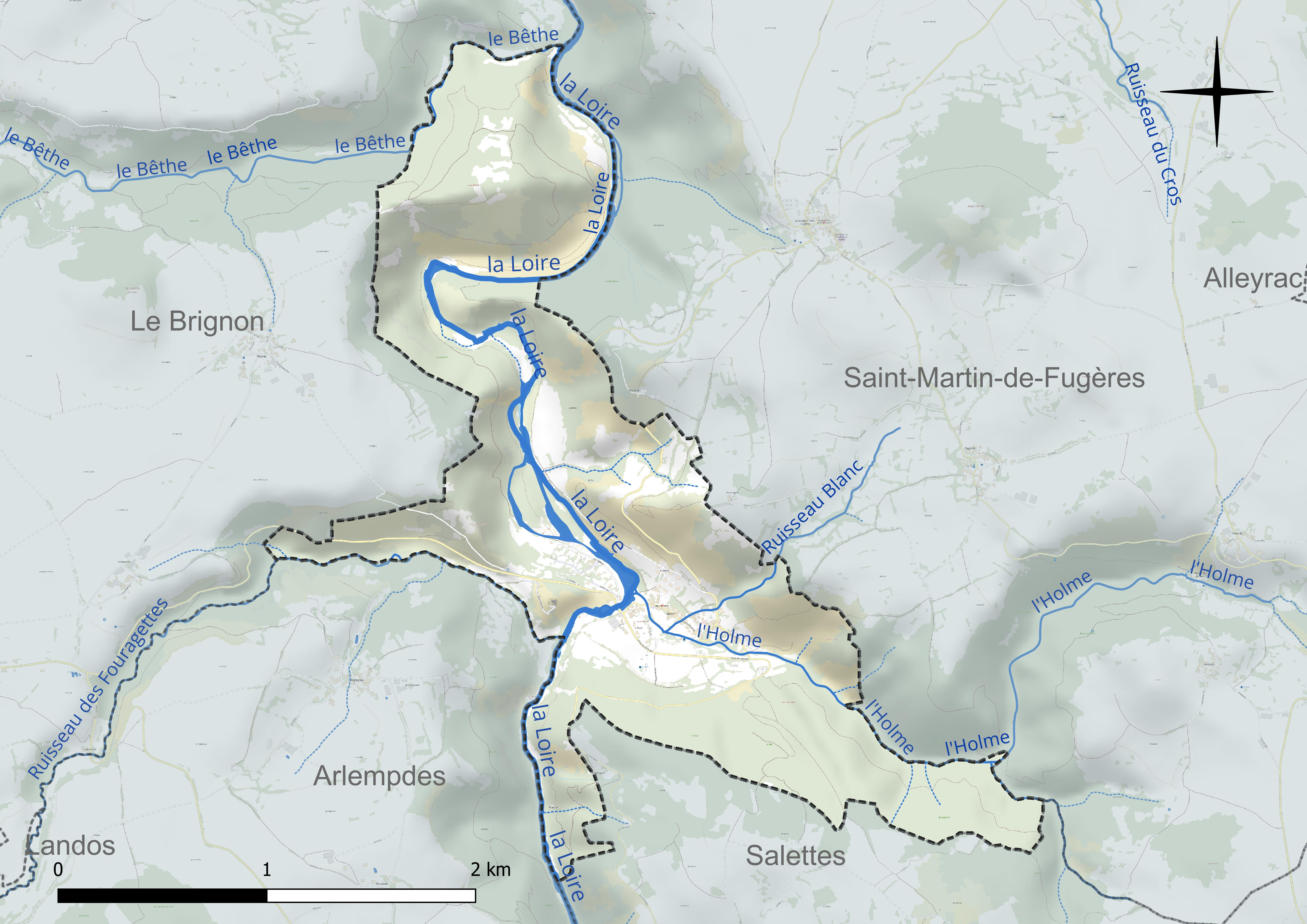
Carte hydrographique de la commune.

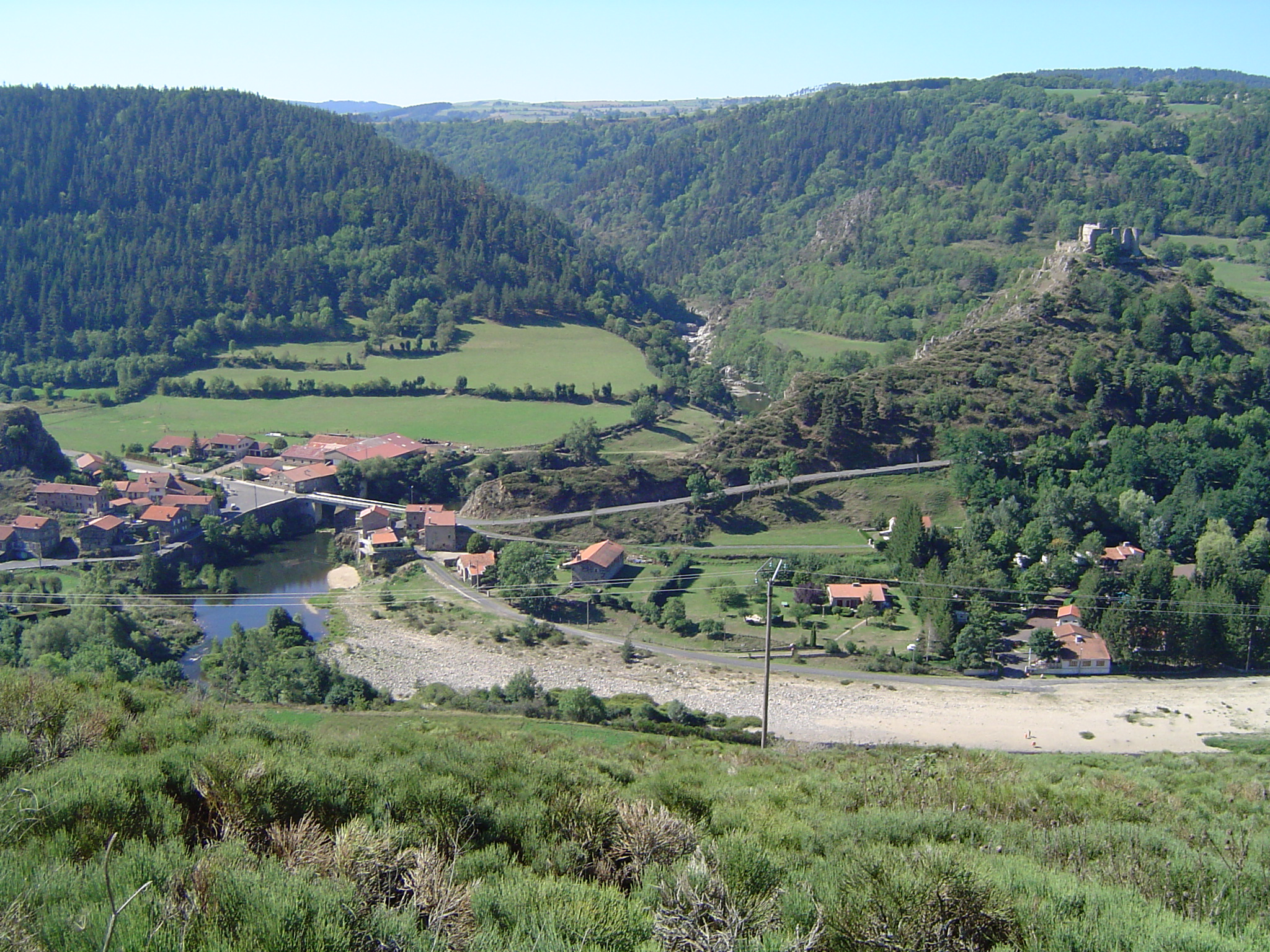
La Loire et le château de Baufort..

Le principal cours d'eau de la commune est le fleuve la Loire, qui prend sa source à 35 kilomètres en amont, au mont Gerbier-de-Jonc.
Elle est également drainée par deux ruisseaux, l’Holme — grossi des eaux du Ruisseau Blanc ou Riou Blanc — et la Fouragette, ses affluents.
De part et d’autre des plages de sable de la Loire, on trouve des orgues basaltiques.

### Climat
Pour des articles plus généraux, voir Climat d'Auvergne-Rhône-Alpes et Climat de la Haute-Loire.
En 2010, le climat de la commune est de type climat de montagne, selon une étude du Centre national de la recherche scientifique s'appuyant sur une série de données couvrant la période 1971-2000. En 2020, Météo-France publie une typologie des climats de la France métropolitaine dans laquelle la commune est exposée à un climat de montagne ou de marges de montagne et est dans la région climatique Sud-est du Massif Central, caractérisée par une pluviométrie annuelle de 1 000 à 1 500 mm, minimale en été, maximale en automne.
Pour la période 1971-2000, la température annuelle moyenne est de 8,3 °C, avec une amplitude thermique annuelle de 16,2 °C. Le cumul annuel moyen de précipitations est de 1 209 mm, avec 9,2 jours de précipitations en janvier et 6,4 jours en juillet. Pour la période 1991-2020, la température moyenne annuelle observée sur la station météorologique de Météo-France la plus proche, « Landos-Charbon », sur la commune de Landos à 9 km à vol d'oiseau, est de 7,4 °C et le cumul annuel moyen de précipitations est de 799,0 mm,. Pour l'avenir, les paramètres climatiques de la commune estimés pour 2050 selon différents scénarios d'émission de gaz à effet de serre sont consultables sur un site dédié publié par Météo-France en novembre 2022.

### Milieux naturels et biodiversité
Une colonie de la grandes noctules, plus grande espèce de chiroptères d’Europe, a été identifiée en 2019 dans la commune.

## Urbanisme
Dans le village, on distingue le clocher avec ses tuiles polychromes, jaunes, vertes et rouges disposées en écailles.

### Typologie
Au 1er janvier 2024, Goudet est catégorisée commune rurale à habitat dispersé, selon la nouvelle grille communale de densité à sept niveaux définie par l'Insee en 2022.
Elle est située hors unité urbaine. Par ailleurs la commune fait partie de l'aire d'attraction du Puy-en-Velay, dont elle est une commune de la couronne,. Cette aire, qui regroupe 59 communes, est catégorisée dans les aires de 50 000 à moins de 200 000 habitants,.

### Occupation des sols

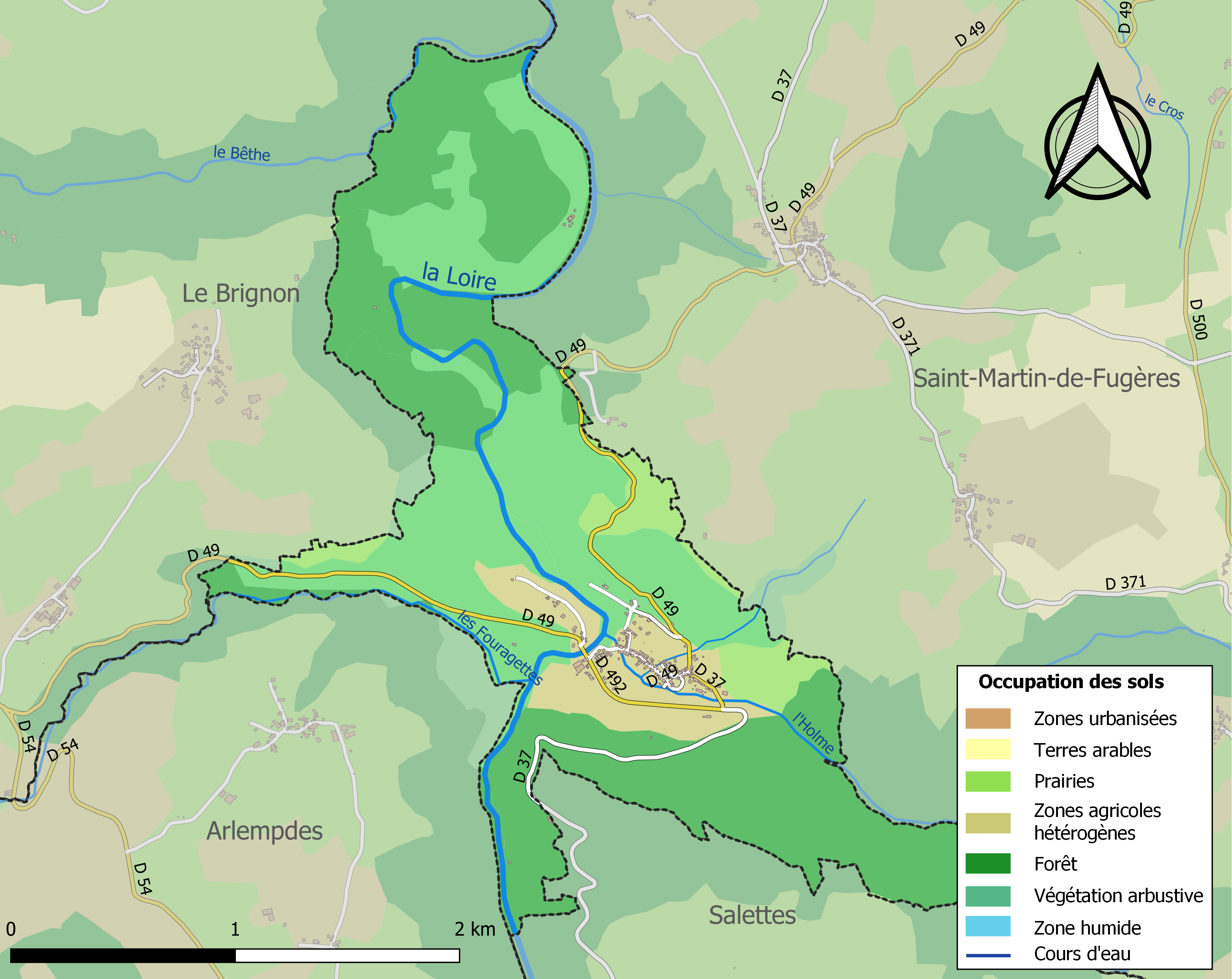
Carte des infrastructures et de l'occupation des sols de la commune en 2018 (CLC).

L'occupation des sols de la commune, telle qu'elle ressort de la base de données européenne d’occupation biophysique des sols Corine Land Cover (CLC), est marquée par l'importance des forêts et milieux semi-naturels (84,9 % en 2018), une proportion identique à celle de 1990 (84,9 %). La répartition détaillée en 2018 est la suivante : 
forêts (50,6 %), milieux à végétation arbustive et/ou herbacée (34,3 %), zones agricoles hétérogènes (9,6 %), prairies (5,5 %). L'évolution de l’occupation des sols de la commune et de ses infrastructures peut être observée sur les différentes représentations cartographiques du territoire : la carte de Cassini (XVIIIe siècle), la carte d'état-major (1820-1866) et les cartes ou photos aériennes de l'IGN pour la période actuelle (1950 à aujourd'hui).

### Morphologie urbaine
Le berceau du village actuel avec sa petite place, le Marchadial, le Balcon, la Grande Rue, la route de Salettes est appelé la « Bourgeade ».

### Lieux-dits, hameaux et écarts
Aux alentours, le Rénier au-dessus des Orgues, le Chambonnet, les Cousserts, la Valette, les Ribeyroux, Bonnefont, les Pradeaux, Chantegrail, le Roule, les Iversins, etc.

### Habitat et logement
En 2020, le nombre total de logements dans la commune était de 127, alors qu'il était de 130 en 2015 et de 125 en 2010.
Parmi ces logements, 22,8 % étaient des résidences principales, 71 % des résidences secondaires et 6,2 % des logements vacants. Ces logements étaient pour 96,2 % d'entre eux des maisons individuelles et pour 3 % des appartements.
Le tableau ci-dessous présente la typologie des logements à Goudet en 2020 en comparaison avec celle de la Haute-Loire et de la France entière. Une caractéristique marquante du parc de logements est ainsi une proportion de résidences secondaires et logements occasionnels (71 %) supérieure à celle du département (16 %) et à celle de la France entière (9,7 %).
| Typologie                                               | Goudet | Haute-Loire | France entière |
| ------------------------------------------------------- | ------ | ----------- | -------------- |
| Résidences principales (en %)                           | 22,8   | 71,6        | 82,1           |
| Résidences secondaires et logements occasionnels (en %) | 71     | 16          | 9,7            |
| Logements vacants (en %)                                | 6,2    | 12,4        | 8,2            |

### Risques naturels et technologiques
La commune est confrontée à un risque d'inondations lors des crues d’automne et de printemps, telles que celles qui ont eu lieu en 1852, 1866, 1878, 1980 et 2017.

## Toponymie
Anciennes mentions : Godit (870), Cella quæ voc. Godet (875), Ecclesia Gothidi (877), Godith monasteriolum (915), Prioratus Trenorchiensis fundatus in honore S. Dei genitricis et B. Filiberti, Godetum nomine (Xe siècle), Monasterium Sancti Philiberti (1119), Castrum de Godeto (1132), Godeth (1210), Castrum de Godet (1264), Castrum de Guodeto (1293), Ecclesia parochialis Sancti Petri de Godeto (1389), Le prieuré de Godet (1506), Curatus de Gaudeto (1516), Guodet (1587).
Goudet proviendrait, selon le toponymiste Ernest Nègre, d'un nom germanique (gothicus).

## Histoire

### Préhistoire
Les populations de ces périodes s'installent quasi exclusivement dans les zones basses. La proximité des gués semble particulièrement appréciée. Ces installations légères aménagées dans les abris rocheux constituent de rares et précieux témoignage d'un mode de vie fondé sur la cueillette, la pêche, la chasse aux chevaux, aux rennes mais aussi aux marmottes. Les populations demeurent itinérantes, et leurs implantations varient sur de longues distances, au gré des déplacements de la faune sauvage. L'Homo sapiens couvre des distances incroyables à cette époque.
Certains traits de la géographie humaine commencent alors à se fixer. L'homme sort peu à peu des vallées pour coloniser les plateaux, et l'appropriation du milieu montagnard se fait progressivement plus complète et plus uniforme. Les vallées sont toujours privilégiées, mais, avec l'exploitation agricole, la fertilité des plateaux volcaniques devient un atout, rapidement repéré. et si les hommes vivent encore dans les abris rocheux, ils peuvent aussi s'installer en plein air (surtout l'été), ou dans des cabanes comme à Godet.

### Antiquité
On présume que l’établissement du village remonte à l’époque romaine. En effet, le pont de la Loire était dans l’Antiquité un important point de passage du fleuve.
Ainsi les légions romaines stationnées sur le plateau (camp d'Antoune) surveillaient l’ouvrage privilégié à partir d’un poste de garde fixe situé sur le rocher du Pipet (la tour du Pipet).

### Moyen Âge
Vers l’an 850 est fondé un ermitage par un personnage nommé Didier, après avoir été en partie démoli il a donné place  à un quartier de Goudet appelé le Clos (on retrouve dans ce quartier des traces de cet ermitage).
En 869, le roi de France Charles le Chauve ratifie le don, fait à l'abbé Geilon et aux moines de Saint-Philibert, du lieu nommé Godit, dans le diocèse du Puy, pour y fonder un monastère.
Au XIIIe siècle, Goudet devient  une place forte grâce au château de Beaufort, construit pour Lambert de Goudet, qui est détruit durant la guerre de Cent Ans, et reconstruit XVe siècle.

### Temps modernes
Le château défend Goudet pendant les guerres de Religion.
Au XVIe siècle, Antoine La Tour de Saint Vidal, propriétaire du château, renforce sa position stratégique en y adjoignant à l’ouest un bastion et une tour, protégées globalement par une fausse braie complétée de trois murs d’enceinte.
Henri III érige Beaufort en vicomté en 1580.
Au XVIIIe siècle, Goudet avait  le seul pont sur la Loire entre le mont Gerbier-de-Jonc et le Puy-en-Velay.

### Révolution française et Empire
Lors de la Révolution française, le château est vendu comme bien national.

### Époque contemporaine
Louis XVIII ordonne en 1824 le démantèlement du château.
Au XIXe siècle, les habitants vivent de trois activités : l'agriculture (élevage), la dentelle à carreau dite du Puy et la fabrique de chapeaux (feutres) en poil de chèvres.
Le 13 juin 2017, Goudet est dévasté par la montée des eaux du Riou Blanc et de l’Holme qui s’échappent de leur lit, charriant arbres et rochers  et traversent le village, envahissant les maisons,.

## Politique et administration

### Rattachements administratifs et électoraux

#### Rattachements administratifs
La commune se trouve depuis 1926 dans l'arrondissement du Puy-en-Velay du département de la Haute-Loire.
Après avoir été le chef-lieu d'un fugace canton de Goudet entre 1793 et 1801, elle faisait partie depuis lors du canton du Monastier-sur-Gazeille. Dans le cadre du redécoupage cantonal de 2014 en France, cette circonscription administrative territoriale a disparu, et le canton n'est plus qu'une circonscription électorale.

#### Rattachements électoraux
Pour les élections départementales, la commune fait partie depuis 2014 du canton du Mézenc.
Pour l'élection des députés, elle fait partie de la première circonscription de la Haute-Loiredepuis le redécoupage électoral de 1986.

### Intercommunalité
Goudet était membre de la communauté de communes du Mézenc et de la Loire Sauvage, un établissement public de coopération intercommunale (EPCI) à fiscalité propre créé fin 1994 et auquel la commune avait transféré un certain nombre de ses compétences, dans les conditions déterminées par le code général des collectivités territoriales.
Dans le cadre des dispositions de la loi portant nouvelle organisation territoriale de la République du 7 août 2015, qui prévoit que les établissements publics de coopération intercommunale (EPCI) à fiscalité propre doivent avoir un minimum de 15 000 habitants, cette intercommunalité a fusionné avec sa voisine pour former, le 1er janvier 2017, la communauté de communes Mézenc-Loire-Meygal, dont est désormais membre la commune.

### Liste des maires
| Période                                  | Période                       | Identité              | Étiquette | Qualité                                                                       |
| ---------------------------------------- | ----------------------------- | --------------------- | --------- | ----------------------------------------------------------------------------- |
| Les données manquantes sont à compléter. |                               |                       |           |                                                                               |
|                                          |                               |                       |           |                                                                               |
| 1958                                     | 1965                          | M. Giraud             |           | Restaurateur                                                                  |
| 1965                                     | 1977                          | Sylvain Robert        |           | Menuisier                                                                     |
| 1977                                     | 1983                          | Émile Senac           |           | Restaurateur                                                                  |
| 1983                                     | 2001                          | Raymond Massebeuf     |           | Agriculteur                                                                   |
| 2001                                     | 2008                          | Georges Aubard        | DVD       |                                                                               |
| 2008                                     | 2014                          | Marc Piguet           |           | Arrière-petit-fils de Claude Monet Professeur certifié de lettres en retraite |
| 2014                                     | mai 2020                      | Joël Lacour           |           |                                                                               |
| mai 2020                                 | février 2023                  | Didier Bourdelin      |           | Enseignant retraité Maire de Solignac-sur-Loire (1989 → 1998) Démissionnaire  |
| avril 2023                               | En cours (au 24 janvier 2024) | Jean-Claude Massebeuf |           | Agriculteur                                                                   |

## Population et société

### Démographie
Les habitants sont les Goudetois et les Goudetoises.

#### Évolution démographique
L'évolution du nombre d'habitants est connue à travers les recensements de la population effectués dans la commune depuis 1793. Pour les communes de moins de 10 000 habitants, une enquête de recensement portant sur toute la population est réalisée tous les cinq ans, les populations de référence des années intermédiaires étant quant à elles estimées par interpolation ou extrapolation. Pour la commune, le premier recensement exhaustif entrant dans le cadre du nouveau dispositif a été réalisé en 2007.

En 2022, la commune comptait 75 habitants, en évolution de +27,12 % par rapport à 2016 (Haute-Loire : +0,36 %, France hors Mayotte : +2,11 %).
| 1793 | 1800 | 1806 | 1821 | 1831 | 1836 | 1841 | 1846 | 1851 |
| ---- | ---- | ---- | ---- | ---- | ---- | ---- | ---- | ---- |
| 443  | 539  | 582  | 540  | 563  | 552  | 513  | 602  | 542  |

| 1856 | 1861 | 1866 | 1872 | 1876 | 1881 | 1886 | 1891 | 1896 |
| ---- | ---- | ---- | ---- | ---- | ---- | ---- | ---- | ---- |
| 562  | 548  | 541  | 549  | 518  | 510  | 510  | 506  | 503  |

| 1901 | 1906 | 1911 | 1921 | 1926 | 1931 | 1936 | 1946 | 1954 |
| ---- | ---- | ---- | ---- | ---- | ---- | ---- | ---- | ---- |
| 485  | 398  | 357  | 285  | 275  | 258  | 223  | 155  | 145  |

| 1962 | 1968 | 1975 | 1982 | 1990 | 1999 | 2006 | 2007 | 2012 |
| ---- | ---- | ---- | ---- | ---- | ---- | ---- | ---- | ---- |
| 103  | 92   | 82   | 80   | 65   | 63   | 62   | 62   | 56   |

| 2017 | 2022 | - | - | - | - | - | - | - |
| ---- | ---- | - | - | - | - | - | - | - |
| 60   | 75   | - | - | - | - | - | - | - |

La commune est l'une des moins peuplées du département, bien que fréquentée par de très nombreux estivants.

#### Pyramide des âges
La population de la commune est relativement âgée.
En 2018, le taux de personnes d'un âge inférieur à 30 ans s'élève à 20 %, soit en dessous de la moyenne départementale (31 %). À l'inverse, le taux de personnes d'âge supérieur à 60 ans est de 41,7 % la même année, alors qu'il est de 31,1 % au niveau départemental.
En 2018, la commune comptait 33 hommes pour 25 femmes, soit un taux de 56,9 % d'hommes, largement supérieur au taux départemental (49,13 %).
Les pyramides des âges de la commune et du département s'établissent comme suit.
| Hommes | Classe d’âge | Femmes |
| ------ | ------------ | ------ |
| 0,0    | 90 ou +      | 3,8    |
| 5,9    | 75-89 ans    | 15,4   |
| 29,4   | 60-74 ans    | 30,8   |
| 26,5   | 45-59 ans    | 15,4   |
| 14,7   | 30-44 ans    | 19,2   |
| 8,8    | 15-29 ans    | 7,7    |
| 14,7   | 0-14 ans     | 7,7    |

| Hommes | Classe d’âge | Femmes |
| ------ | ------------ | ------ |
| 0,9    | 90 ou +      | 2,5    |
| 8,4    | 75-89 ans    | 11,7   |
| 20,4   | 60-74 ans    | 20,5   |
| 21,3   | 45-59 ans    | 20,3   |
| 16,8   | 30-44 ans    | 16,3   |
| 15,2   | 15-29 ans    | 13,2   |
| 17     | 0-14 ans     | 15,6   |

## Économie

### Emploi
| Division       | 2008   | 2013   | 2018  |
| -------------- | ------ | ------ | ----- |
| Commune        | 11,8 % | 11,1 % | 8,3 % |
| Département    | 6,3 %  | 7,7 %  | 7,7 % |
| France entière | 8,3 %  | 10 %   | 10 %  |

En 2018, la population âgée de 15 à 64 ans s'élève à 35 personnes, parmi lesquelles on compte 66,7 % d'actifs (58,3 % ayant un emploi et 8,3 % de chômeurs) et 33,3 % d'inactifs,. En  2018, le taux de chômage communal (au sens du recensement) des 15-64 ans est supérieur à celui du département, mais inférieur à celui de la France, alors qu'il était supérieur à celui de la France en 2008.
La commune fait partie de la couronne de l'aire d'attraction du Puy-en-Velay, du fait qu'au moins 15 % des actifs travaillent dans le pôle,. Elle compte 17 emplois en 2018, contre 16 en 2013 et 19 en 2008. Le nombre d'actifs ayant un emploi résidant dans la commune est de 24, soit un indicateur de concentration d'emploi de 69,1 % et un taux d'activité parmi les 15 ans ou plus de 52,8 %.
Sur ces 24 actifs de 15 ans ou plus ayant un emploi, 10 travaillent dans la commune, soit 40 % des habitants. Pour se rendre au travail, 64 % des habitants utilisent un véhicule personnel ou de fonction à quatre roues, 4 % les transports en commun, 20 % s'y rendent en deux-roues, à vélo ou à pied et 12 % n'ont pas besoin de transport (travail au domicile).

## Culture locale et patrimoine

### Lieux et monuments
- Le château de Beaufort  Inscrit MH (1994)[34], perché sur son promontoire, en cours de restauration par ses propriétaires[20],[35] ;

- l'église, restaurée au XIXe siècle et son remarquable clocher aux tuiles vernissées, qui  serait située sur l’emplacement de l’ancien réfectoire des moines du prieuré médiéval  de l'abbaye Saint-Philibert de Tournus[15] ;
- la tour du Pipet ;
- la Loire qui traverse une partie du village offre de nombreuses plages, qui permettent de profiter du soleil, de la baignade et du canotage, certaines situées en aval et en amont permettant l'isolement et la tranquillité[36].
Les plus aventureux se lancent quelques kilomètres en amont dans une descente de la Loire en randonnée (canoë-kayak), en suivant les étapes du GR 3, pour découvrir les châteaux de la Loire dont celui de Goudet est le deuxième.
Depuis le passage de l'écrivain aventurier Robert Louis Stevenson en 1878 des structures d'accueil pour les randonneurs et vacanciers se sont organisées, entre autres : un camping trois étoiles de 90 emplacements, un hôtel, La Loire, (non classé) de 20 chambres, un gîte d’étape et une auberge rurale du Pipet, un restaurant, La dentelle, des chambres et tables d’hôtes[15] ;

- Goudet est depuis longtemps un lieu d'étape pour les randonneurs de tous types et de séjour pour les vacanciers. L'écrivain Robert Louis Stevenson a probablement été le premier en 1878 ; à la suite de son passage, il a écrit Voyage avec un âne dans les Cévennes. Après avoir lu son livre, les premiers randonneurs sont apparus pour faire le même parcours, aujourd'hui le GR70 est aussi appelé chemin de Stevenson ;
- plusieurs chemins de grandes et petites randonnées (PR & GR) se croisent à Goudet, ce sont les GR 3 (sentier de la Loire Sauvage), GR 40 et le chemin de Stevenson (GR70)[15] ;
- Goudet est un haut lieu de la pêche à la truite dite fario, que ce soit dans la Loire ou dans les ruisseaux l'Holme et la Fouragette[37].

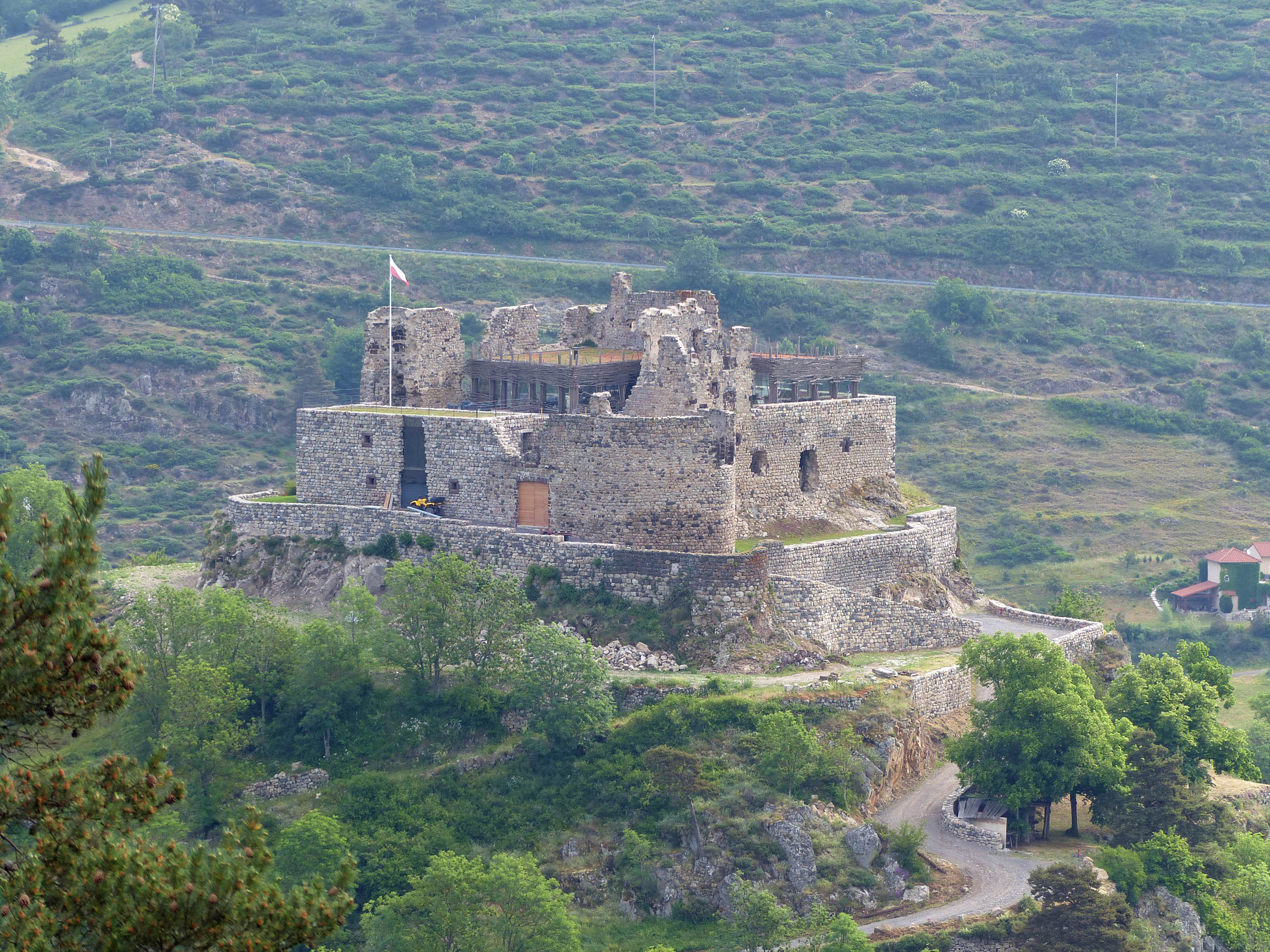
Le Château.
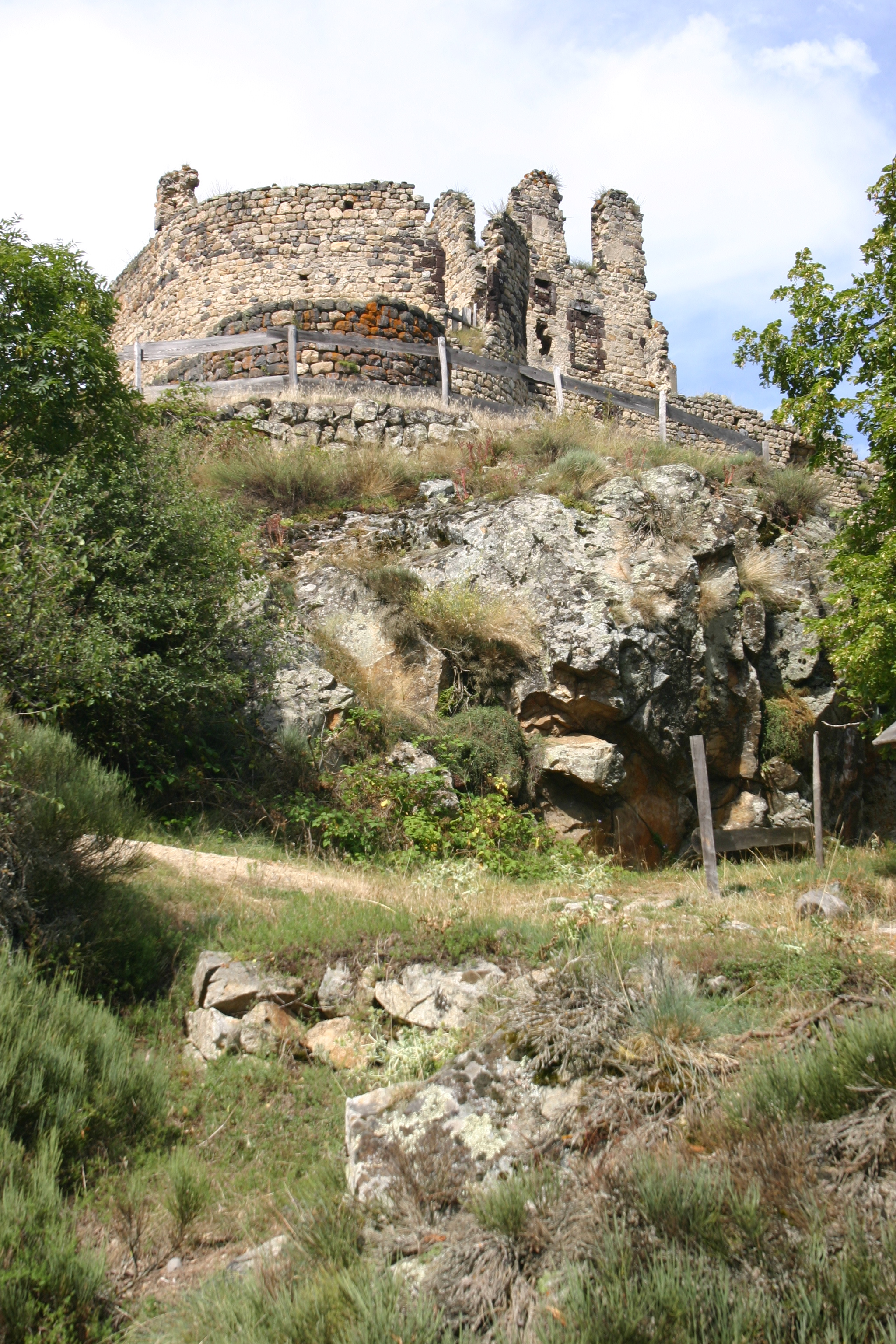
Le Château
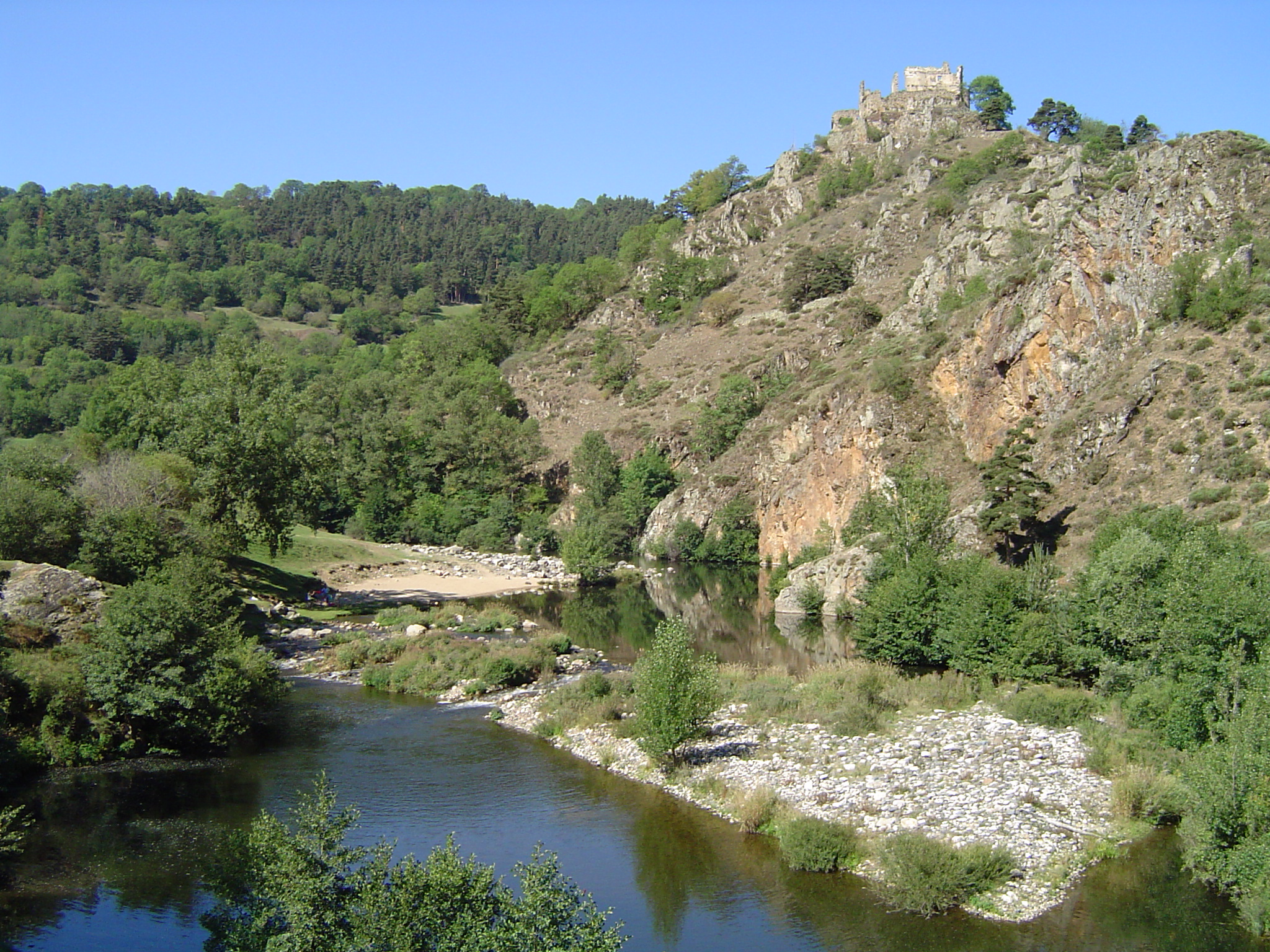
La Loire au pied du château.
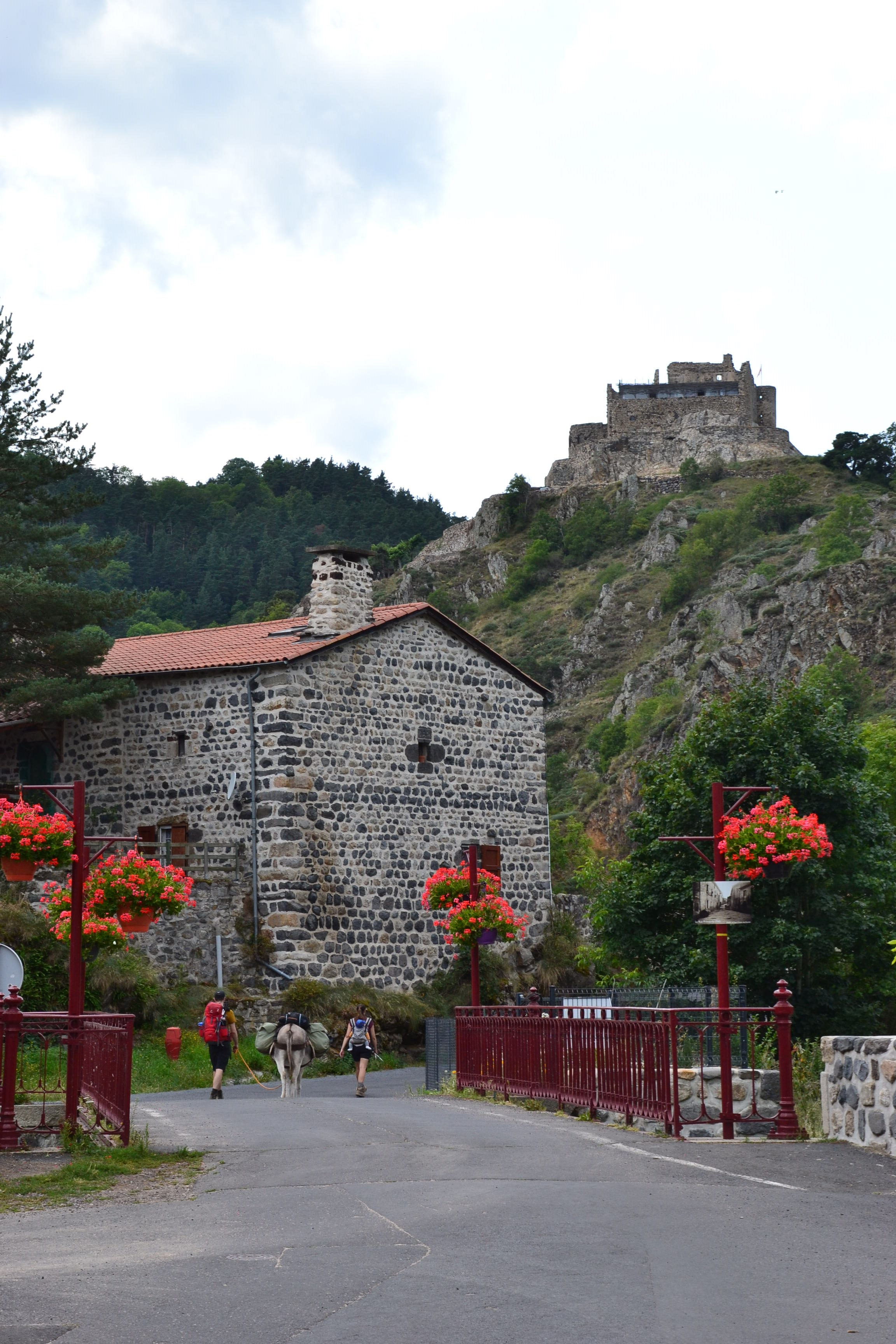
Randonneurs sur le GR 70.

### Personnalités liées à la commune
Robert Louis Stevenson donne, dans son célèbre voyage à travers les Cévennes avec l'âne Modestine, la description suivante du village:<quote>
"En face, sur un escarpement rocheux, s’élève le vieux château de Beaufort et un cours d’eau limpide comme du cristal forme entre les deux sites comme un lac profond. En amont et en aval, ce mince cours d’eau serpente à travers des cailloux, gardant en quelque sorte la fraîche beauté d’une rivière près de sa source et cette rivière est la Loire. Goudet est de tous côtés enclos de montagnes. Des chemins rocailleux, praticables seulement pour les ânes le mettent en communication avec le reste de la France. Les habitants de ce nid de verdure boivent, jurent où, du seuil de leur porte, contemplent en hiver les montagnes couvertes de neige dans un isolement qu’on croirait pareil à celui du Cyclope de l’Odyssée. Mais il n’en est pas ainsi. Le facteur arrive jusqu’à Goudet et la jeunesse émancipée peut, par le chemin de fer, se rendre au Puy en une journée."</quote>